# Шнитников, Арсений Владимирович
Арсе́ний Влади́мирович Шни́тников (6 (18) февраля 1898, Севастополь — 1 сентября 1983, Ленинград) — советский физико-географ, доктор географических наук (1955), профессор, почетный член Комиссии высокогорных исследований Географического общества СССР. Основоположник теории многовековых колебаний увлажнённости климата материков и циклического развития горного оледенения, за что был удостоен золотой медали им. Н. М. Пржевальского Географического общества СССР.

## Семья
Отец Арсения Владимировича, Владимир Николаевич Шнитников (1873—1957), был известным биологом и биогеографом, профессором, руководил рядом экспедиций в Казахстан и Среднюю Азию, был знатоком животного мира этих регионов.

## Биография

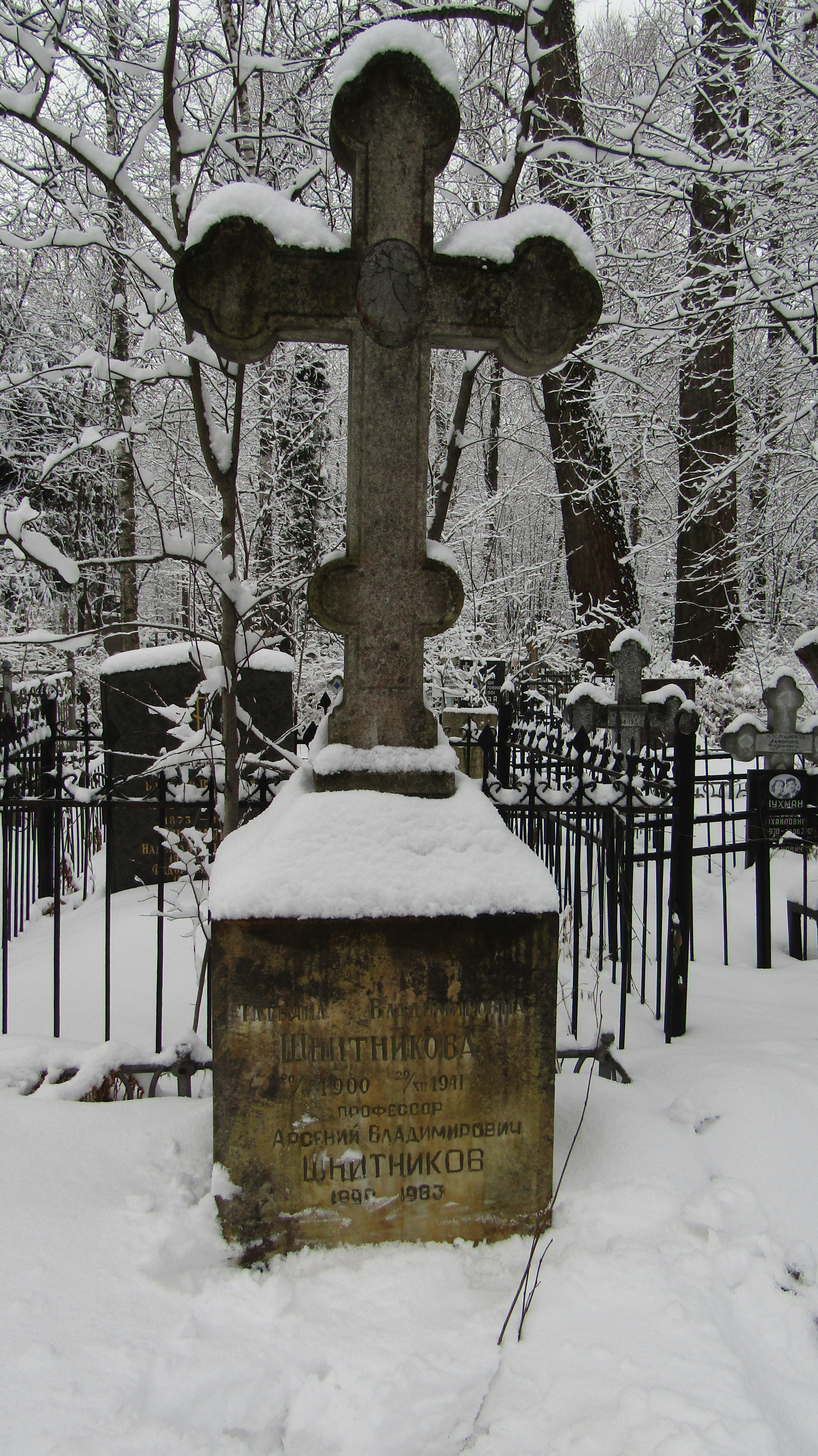
Могила Шнитникова А.В. Серафимовское кладбище, Санкт-Петербург.

Один из первых русских военных авиаторов. 9 августа 1917 года окончил Теоретические курсы авиации при Петроградском политехническом институте (ЦГА СПб, ф. 3121, оп. 3, д. 527, л. 43). Участник Первой мировой войны. Награждён Георгиевской медалью.
С 1918 года служил в Красной Армии. Участник Гражданской войны. В 1918—1920 годах воевал в авиации на Южном, Юго-Восточном и Западном фронтах. В 1920 году награждён золотыми часами от ВЦИК СССР за разгром штаба Барановичской группы противника во время советско-польской войны. В 1920 году был ранен и уволен из армии.
После войны трудился на изыскательских работах при строительстве Волховстроя и Свирьстроя, позже Комсомольска-на-Амуре. После начала Великой Отечественной войны 28 июля 1941 года добровольно вступил в ряды армии.
Участник Великой Отечественной войны. В августе—сентябре 1941 года в должности штурмана авиаэскадрильи бомбардировочного авиационного полка совершил 16 боевых вылетов на бомбардировку войск противника в районе Новгорода и Любани. 14 сентября 1941 года был тяжело ранен и после излечения отстранён от лётной работы.
С июня 1941 года служил начальником гидрометеорологического отделения оперативного отдела штаба 32-й армии. В составе Карельского фронта участвовал в обороне рубежей на медвежьегорском и масельском направлениях, в Свирско-Петрозаводской операции. Приказом войскам 32-й армии военинженер 2-го ранга Шнитников за отличную организацию гидрометеослужбы армии был награжден 11 апреля 1943 года медалью «За отвагу». После окончания войны уволен в запас в звании инженер-майора.
Полученная профессия впоследствии помогла лётчику: Арсений Владимирович участвовал в аэрофотосъемке озёр и рек. Шнитникова всегда влекла природа и география. По стопам отца он вернулся на озеро Иссык-Куль, которое видел ещё 16-летним юношей.

## Научная деятельность
Работал старшим научным сотрудником лаборатории озероведения при Ленинградском государственном университете. Работая в Институте озероведения АН СССР, изучал гидрологию и системы озер Нечерноземья, Западной Сибири и Средней Азии.

### Озеро Чаны
Многолетние исследования А. В. Шнитникова, а также работа экспедиции Института озероведения АН СССР (г. Ленинград) легли в основу книги «Пульсирующее озеро Чаны» (1982 г.).
Характерной особенностью Чанов являются многолетние пульсации водного режима, который каждые 30—40 лет проходит две фазы — многоводную и маловодную. В многоводные фазы озеро обводняется и получает сток в направлении реки Иртыш. В фазы маловодные озеро усыхает, становится бессточным, вода в нем осолоняется, природные богатства истощаются.

### 1850-летний ритм общей увлажненности
Шнитниковым установлено, что горные ледники с момента максимума последней ледниковой эпохи, именуемой вюрмом, повсеместно сокращались и отступали всё выше и выше в горы. Это сокращение было не постепенным, а носило стадиальный возвратно-поступательный характер по принципу: «два шага назад — шаг вперед — два шага назад и т. д.». В периоды стабилизации концов ледников образовывались стадиальные конечные морены. Стадиальность горных ледников обусловлена 1850-летним ритмом общей увлажненности, который, в свою очередь, связан с изменчивостью приливообразующих сил Луны и Солнца, открытой шведским ученым О. Петтерссоном в начале века.
Каждый 1850-летний ритм подразделяется на две фазы: тёплую и сухую длинную (около 1200 лет), холодную и влажную короткую (около 400 лет) и переходные этапы. Движение Солнца, Земли и Луны в пространстве создаёт сложную и меняющуюся во времени картину взаимодействия приливообразующих сил на Земле. Когда приливообразующие силы Луны и Солнца суммируются, то высота прилива на Земле возрастает и происходит более значительное перемешивание вод океана. На поверхности оказываются холодные глубинные воды, и климат становится более прохладным и более влажным. Горные ледники на фоне их общего сокращения активизируются, продвигаются вниз и откладывают конечные морены. Между этими короткими и энергичными этапами приливообразующие силы Луны и Солнца ослабляют друг друга. Перемешивание вод океана становится менее значительным, и на Земле устанавливаются более тёплые и более сухие условия.

## Семья
* Первая жена — Мария Николаевна Шнитникова, урожденная Филипьева, учёный-библиограф (1894—1942),  
- - Сын — Всеволод Арсеньевич Шнитников (1923—1943).
- Вторая жена — Зинаида Захаровна Шнитникова, урождённая Френкель (1899—1983), дочь врача, депутата I-ой Думы, академика АМН СССР З. Г. Френкеля.
  - Дочь — Наталья Арсеньевна, в замужестве Кузнецова (1941— 2020)

## Награды
- орден Отечественной войны II степени (18.09.1944)
- орден Трудового Красного Знамени (20.02.1978)
- медаль «За отвагу» (11.04.1943)
- другие медали
- золотая медаль имени Н. М. Пржевальского Географического общества СССР (1970) — за разработку теории многовековых колебаний увлажненности климата материков и циклического развития горного оледенения